# باول وليامز (لاعب كرة قدم كندية)
باول وليامز (بالإنجليزية: Paul Williams)‏ هو لاعب كرة قدم كندية أمريكي، ولد في 29 يناير 1947.